# Bisaga Velika (Žut)
Koordinati:   43°52′08″N, 15°20′23″E
Bisaga Velika je majhen nenaseljen otoček v Kornatih. Otoček leži okoli 2 km vzhodno otoka Žut. Njegova površina meri 0,037 km². Dolžina obalnega pasuu je 0,83 km.